# 小行星7438
小行星7438（7438 Misakatouge）是一颗围绕太阳公转的小行星。1994年5月12日，中村彰正在久万高原町发现了此天体。
該小行星以日本愛媛縣的三坂峠命名。

## 絕對星等
这颗小行星的绝对星等为67.85629320904792等。